# Кондурча
Кондурча́ (тат. Кондырча) — река в Самарской области и Татарстане. Правый и крупнейший приток реки Сок.

## Этимология
В тюркских языках Кондурча значит «бобровая», от термина кондур, кандар, кандр, кондуз — бобр + аффикс признака прилагательного — ча (тат.)
Историк Александр Назаров связывает название реки с битвой Тамерлана и Тохтамыша, произошедшей на её берегах 18 июня 1391 года и зафиксированной в летописи «Зафар-наме», и считает, что «кондурча» означает «кровавое пятно».

## Описание
Длина — 294 км (из них 279 в Самарской области, 25 км в Татарстане), площадь водосбора 4360 км².
Исток на возвышенности Сокские Яры (западные отроги Бугульминско-Белебеевской возв.), в 2,5 км к западу от ж-д. разъезда Денискино на северо-востоке Самарской области. От истока течёт на юго-запад до села Славкино, далее на северо-запад до города Нурлат, затем вновь на юго-запад и на юг. Впадает в Сок у села Красный Яр в пригородной зоне Самары.
У села Славкино на реке имеется Кондурчинское водохранилище.

## Характеристика

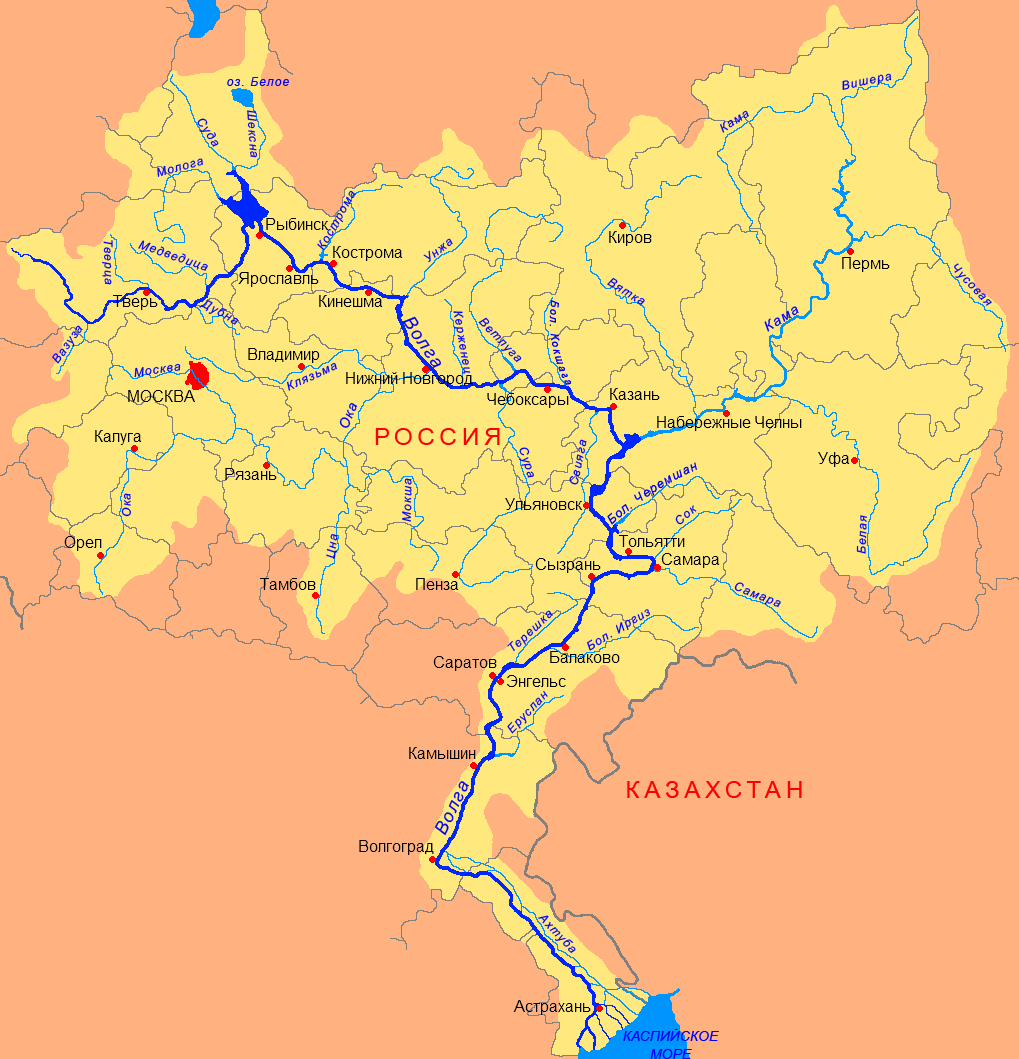
Бассейн Волги

Русло крайне извилистое на всём протяжении. Максимальная глубина 1,5 м. Левобережная долина реки более высокая и крутая по сравнению с правой и изрезана оврагами. Ниже г. Нурлат пойма усеяна многочисленными следами старых русел, местами образуются рукава. Имеет 54 притока. Лесистость водосбора 3 %, распаханность 70 %. Густота речной сети 0,14 км/км². Среднегодовое количество осадков в бассейне — 470 мм.
Питание реки смешанное, преимущественно снеговое. Модуль подземного питания 0,1 л/с км². Годовой сток в бассейне 87 мм, сток половодья 60 мм. Замерзает в середине ноября, половодье начинается в конце марта — начале апреля. Средний меженный расход воды у г. Нурлат 0,52 м³/с.
Жёсткость воды от 9—12 мг-экв/л в половодье до 20—40 мг-экв/л в межень (очень жёсткая), минерализация от 150—300 мг/л в половодье до 700—800 мг/л в межень. Мутность воды — 22,7 г/м³. Река умеренно загрязнённая, с превышением допустимых концентраций загрязняющих веществ на некоторых участках.
Самые распространённые виды рыб в Кондурче: пескарь (20 %), уклея (19 %), плотва (11 %), густера (11 %), елец (9 %).

### Основные притоки
(от устья, в скобках длина в км)
- 32 км прав.: Буян (23)
- 49 км прав.: Кобельма (10)
- 58 км прав.: овр. Широкий (13)
- 66 км лев.: Чесноковка (26)
- 85 км лев.: Кандабулак (40)
- 168 км лев.: Липовка (70)
- 214 км лев.: Шлама (34)
- 265 км прав.: Такмаклинка (13)

## Административные границы
Река протекает по территории Елховского, Кошкинского, Красноярского, Сергиевского, Челно-Вершинского, Шенталинского районов Самарской области и Нурлатского района Татарстана.
Крупнейшие населённые пункты на реке: город Нурлат (в Татарстане), сёла Кошки и Елховка (оба в Самарской области).

## Данные водного реестра
По данным государственного водного реестра России относится к Нижневолжскому бассейновому округу, водохозяйственный участок реки — Сок от истока до устья. Речной бассейн реки — Волга от верховий Куйбышевского водохранилища. до впадения в Каспий.
Код водного объекта в государственном водном реестре — 11010000612112100005990.